# Edward Ralski
Edward Ralski (ur. 1 lipca 1901 w Osieczanach, zm. wiosną 1940 w Charkowie) – polski botanik, ekolog roślin, profesor Wydziału Rolniczo-Leśnego Uniwersytetu Poznańskiego, taternik, porucznik kawalerii rezerwy Wojska Polskiego, ofiara zbrodni katyńskiej.

## Życiorys
Syn Teodora i Katarzyny z Batków. Szkołę powszechną i gimnazjum ukończył w Myślenicach. W listopadzie 1918 porzucił naukę, wstąpił do odradzającego się Wojska Polskiego, by w 6 kompanii odtworzonego 5 Pułku Piechoty Legionów uczestniczyć w bitwie o Lwów. Do gimnazjum powrócił z końcem marca 1919 roku i 30 maja 1919 w terminie zdał z wyróżnieniem egzamin maturalny. Podczas ofensywy Armii Czerwonej na początku lipca 1920 wstąpił jako ochotnik do 8 pułku ułanów i w jego szeregach walczył aż do zawarcia rozejmu w wojnie polsko-bolszewickiej. 
7 lipca 1923 ukończył Studium Rolnicze przy Wydziale Filozoficznym Uniwersytetu Jagiellońskiego. Od 1934 docent uprawy roli i roślin na Wydziale Rolniczym Uniwersytetu Jagiellońskiego, a następnie od 1 października 1938 profesor Wydziału Rolniczo-Leśnego Uniwersytetu Poznańskiego. Był członkiem między innymi Komisji Fizjograficznej PAU i Polskiego Towarzystwa Botanicznego. W pracy naukowej zajmował się trawami polskimi.
Na stopień porucznika został mianowany ze starszeństwem z 1 stycznia 1935 i 58. lokatą w korpusie oficerów rezerwy kawalerii.
W sierpniu 1939 zmobilizowany, walczył w kampanii wrześniowej. Po agresji ZSRR na Polskę dostał się do niewoli sowieckiej i przebywał w obozie w Starobielsku. Wiosną 1940 został zamordowany przez funkcjonariuszy NKWD w Charkowie i pogrzebany w bezimiennej, zbiorowej mogile w Piatichatkach, gdzie od 17 czerwca 2000 mieści się oficjalnie Cmentarz Ofiar Totalitaryzmu w Charkowie. Figuruje na Liście Starobielskiej NKWD pod poz. 2779.
5 października 2007 minister obrony narodowej Aleksander Szczygło – decyzją nr 439/MON – mianował go pośmiertnie na stopień kapitana. Awans został ogłoszony 9 listopada 2007 w Warszawie, w trakcie uroczystości „Katyń Pamiętamy – Uczcijmy Pamięć Bohaterów”.

## Publikacje
Wybrane prace naukowe:
- Bielma miękkie, a zawartość tłuszczów w nasionach (1923), praca dyplomowa,
- Hale i łąki Pilska w Beskidzie Zachodnim (1931), nagroda Fundacji im. Fedorowicza PAU,
- Tłuszcz w ziarnach traw (1933), praca doktorska,
- Stosunek pobierania niektórych składników mineralnych przez roślinność ważniejszych zespołów halnych Karpat Zachodnich w zależności od nawożenia (1934), przewód habilitacyjny,
- Uprawa łąk i pastwisk w świetle doświadczeń polskich (wstęp 1939, druk 1946)[10].

## Upamiętnienie
Inny jeniec obozu starobielskiego, Józef Czapski wspomniał o Edwardzie Ralskim w swojej książce pt. Na nieludzkiej ziemi (według autora botanik pisał w niewoli książkę o łąkach i lasach).
Prof. Ralskiemu poświęcono również materiał multimedialny z cyklu, „Epitafia katyńskie”, opracowany przez Media Kontakt i Radę Ochrony Pamięci Walk i Męczeństwa.
29 listopada 2019 na Uniwersytecie Rolniczym im. Hugona Kołłątaja w Krakowie odsłonięto tablicę upamiętniającą Edwarda Ralskiego oraz jego brata Eugeniusza. 